# Willis Adams
Willis Dean Adams (Weimar, 22 agosto 1956) è un ex giocatore di football americano statunitense che ha militato nel ruolo di wide receiver nella National Football League (NFL).

## Carriera
Al college Adams giocò a football all'Università di Houston. Fu scelto dai Cleveland Browns nel corso del primo giro (ventesimo assoluto) del Draft NFL 1979. Vi giocò per tutta la carriera professionistica fino al 1985. La sua miglior stagione fu quella del 1983 in cui ricevette 374 yard e segnò gli unici due touchdown in carriera. In seguito divenne un insegnante di educazione fisica.